# Leusemia
Leusemia est un groupe de rock péruvien, originaire de Lima. Il est formé à l'initiative de Daniel F, Kimba Vilis et Leo Scoriaus. Ils s'inspirent particulièrement de Pink Floyd et des Ramones. Ils sont l'un des groupes les plus importants du Pérou.

## Biographie

### Origines et débuts (1983–1986)
Daniel F et Kimba Vilis sont frères et ont grandi à l'Unidad Vecinal n°3, située dans le cercado de Lima. Tous deux, élèves médiocres, se sentaient très attachés à la musique surtout par des groupes comme Ramones et Pink Floyd. Vers 1983, lassés, ils décident de former un groupe avec Leopoldo « Leo Escoria » La Rosa (voix, guitare) et Kimba Vilis (batterie). Ils débutent en juillet 1983 dans un bar appelé La Caverna, dans le centre-ville de Lima. Ils se surnomment Leucemia (« leucémie » en espagnol, mais font fait l'erreur de l'écrire avec un « s ». Cette nuit-là, ils jouent la chanson En una noche invernal de surf, attirant l'attention sur leur apparence, leur attitude et jouant leurs propres chansons en espagnol. Malgré tout, ils prétendent ne pas être un groupe de punk rock. Un an plus tard, Raúl Montaña Montañez se joint à eux.
La même année, ils publient leur premier album studio, Leusemia, après avoir été contacté par le label local El Virrey auquel ils l'ont enregistré. Le groupe se sépare peu de temps avant le bref succès de leur album.

### Retour (1995–2005)
En 1995, Daniel retrouve son frère Kimba et Montaña au Mamani's Pub (sur l' Av. Javier Prado Oeste). Après leur réconciliation, ils décident de reprendre le groupe. Peu de temps après, ils sortent l'album A la mierda lo demás, au label Huasipungo Records. L'album se vend rapidement et devient très populaire. Le groupe continue de jouer dans différents endroits de Lima, attirant plus d'adeptes.
Vers 1996, Montaña quitte le groupe et est remplacé par Luis Lucho Sanguinetti. Avec lui en 1997, le groupe publie l'album live El Infierno del Nemesis, avec Julio Romani aux claviers. À la fin des années 1990, la veine créative de Daniel F et son amour pour les classiques des années 1970 transforment Leusemia en un groupe de rock progressif. En 1998, la rumeur se répand selon laquelle un nouvel album, du nom provisoire de Mojón, serait en route. Le titre est finalement Moxón: El Estokastiko viaje de Defekon I a través de los tiempos, un double disque qui décevra quelques adeptes à cause de plusieurs longues chansons expérimentales. Malgré la possibilité de perdre plus de fans en 1999, ils sortent leur quatrième album intégralement progressif Yasijah. Contrairement aux attentes, ils obtiennent plus de fans étonnés par ce nouveau tournant musical du groupe. Pour cet album, le groupe fait participer Aldo Toledo aux claviers et Nilo Borges au violon.
En 2000, ils présentent leur album Al final de la calle au Centre Cutural de la Pontificia Universidad Católica del Perú. Le 19 juillet 2002, ils jouent enouverture pour le groupe chilien Los Prisioneros à leur concert à Lima.
En 2003, le groupe célèbre ses vingt ans ; plusieurs groupes péruviens enregistrent l'album Tributo a Leusemia - 1983-2003 en leur hommage ; En outre, l'album Recopilatorio 20 años sobre un sueño est publié.

### Hospicios(2004–2008)
Sanguinetti quitte le groupe après un scandale médiatique impliquant Daniel et Kimba, qui révèlent de façon irresponsable que le bassiste était porteur du VIH. Luis Sanguinetti est remplacé par Kike Altez (de Histeria Kolectiva).
Le groupe, sans Sanguinetti ou Nilo Borges, sort en 2004 l'album Hospicios: Los últimos ciudadanos de la séptima casa de la obscuridad, un album-concept qui traite du thème de la folie. L'album est joué dans son intégralité pour la première fois au Teatro de l'Universidad Nacional de Ingeniería. Le violoniste cubain Nilo Borges est décède début 2005.
Vers 2006 le groupe lance Leusemia en el Rock en el parque VIII, album numérique comprenant des clips du concert homonyme. En octobre 2007, à l'occasion de la mort d'Edwin Zcuela (ex-chanteur du groupe Zcuela Crrada), l'album A la mierda y los demás revient quelques nuits.
Le 18 juillet 2008, le groupe célèbre ses 25 ans avec un concert organisé par Imago Producciones et Traumfabrik Producciones. Il fait participer Narcosis, La Sarita et Masacre, et fait revenir les premiers membres de Leusemia : Daniel F, Kimba Vilis, Raúl Montañez et Leo Escoria. À la fin octobre 2008, Traumfabrik sort un DVD de ces concerts.

### Suites et actualités (depuis 2009)
En avril 2009, il partage la scène avec le groupe Kiss, ayant pour scène le Stade National du Pérou dans toute sa capacité.
En novembre 2010, il apparait au Lima Hot Festival de Lima avec Smashing Pumpkins et Stereophonics. Le 15 janvier 2011, Leusemia revient sur scène pour interpréter Hospicios dans son intégralité. Cette fois, les musiciens de Leusemia donnent vie à l'album et aux acteurs du groupe scénique Angeldemonio. À la fin de la soirée, Daniel F revient sur scène avec Raúl Montañez à la guitare, Kike à la basse, et Peter Ballivian (producteur de l'événement) en tant qu'invité à la batterie pour jouer trois chansons. Le groupe réduit son personnel à la formation primitive du trio, donnant des concerts en rock 'n' roll, avec le guitariste Johann Atencia
En 2014, trente ans après la création du groupe, il se compose de  Aldo Toledo, Raúl Montañez et Lucho Sanguineti du groupe Héroe Inocente.

## Membres
- Daniel F - chant, seconde guitare
- Johan Cachay - basse, guitare
- Erick Saavedra - batterie
- Charlie Parra del Riego - guitare

## Discographie

### Albums studio
- 1985 : Leusemia (El Virrey)
- 1995 : A la mierda lo demás: Asesinando al mito (Huasipungo Records)
- 1998 : Moxón - El Estokastiko viaje de Defekon I a través de los tiempos (Huasipungo Records)
- 1999 : Yasijah: Leusemia y el Ensamble Filarmónico y Coral de la ciudad de Lima (L-25 Producciones)
- 2000 : Al Final de la calle - Los Sótanos de la angustia (L-25 Producciones)
- 2004 : Hospicios: Los últimos ciudadanos de la séptima casa de la obscuridad (L-25 Producciones)